# Roncalceci
Roncalceci is een plaats (frazione) in de Italiaanse gemeente Ravenna.